# Soboklęszcz (powiat płoński)
Soboklęszcz – wieś sołecka  w Polsce położona w województwie mazowieckim, w powiecie płońskim, w gminie Joniec.
Wieś duchowna Sowoklęszcz położona była w drugiej połowie XVI wieku w powiecie zakroczymskim ziemi zakroczymskiej województwa mazowieckiego. W 1785 roku wchodziła w skład klucza szumlińskiego biskupstwa płockiego. W latach 1975–1998 miejscowość należała administracyjnie do województwa ciechanowskiego.